# InterFM897
株式会社InterFM897（インターエフエムはちきゅうなな、英: InterFM897 CO.,LTD.）は、関東広域圏内の外国語放送実施地域である東京都区部、さいたま市、千葉市、横浜市、川崎市、成田国際空港を放送対象地域とするFMラジオ放送の特定地上基幹放送事業者である。
TOKYO FMコミュニケーションズ・グループの傘下で、全国FM放送協議会（JFN）の特別加盟局。かつては外国語放送の全国ネットワークである「メガロポリス・レディオ・ネットワーク（愛称：MegaNet（メガネット）」のキー局であった。
旧商号はエフエムインターウェーブ株式会社 (FM Inter-Wave Inc.) で、キャッチコピーは「Find Your Colors」、コールサインはJODW-FMである。
本記事は主に、法人の株式会社InterFM897と関東広域圏の放送局「interfm」（インター・エフエム）について記述する。2014年（平成26年）4月1日に開局し、2016年（平成28年）11月まで同社で運営していた中京広域圏の放送局の「InterFM NAGOYA」および「Radio NEO」についても一部記述する。

## 概要
1995年（平成7年）に、阪神・淡路大震災発生がきっかけで外国人に対する情報を提供するための外国語放送局の設立が課題となり、大阪と東京に周波数が割り当てられた。大阪はAPEC大阪会議の開催に間に合わせるべく10月16日に関西インターメディア（FM COCOLO・現在はFM802が運営）が開局した。
東京は、ニフコを中心に傘下の英字新聞ジャパンタイムズを率いた連合と、カシオ計算機等が中心となって結成された連合が競願で申請すると、既にジャパンタイムズを持つニフコ連合が認可された。局舎を港区芝浦の「ジャパンタイムズ・ニフコビル」に置き、愛称は「InterFM」、コンセプトを「Tokyo's No.1 Music Station」として平常時は音楽中心の放送局と定めた。開局以来、首都圏の聴取率調査で最下位が続き、売り上げも不振であった。
技術的にも、外国人向きでない周波数設定（#周波数の変更を参照）、関東で最後に開局したラジオ局ゆえに東京タワーの送信アンテナが低位置なため、広域放送でありながら他局に比べて受信範囲が狭いなどの不利な要素を多く持っていたが、前者は周波数変更、後者はradikoでの配信開始によって一応解消されている。また開局から10年目に当たる2006年（平成18年）辺りから、機器の更新やスタジオ移転を行い、音質が改善された。

### 外国語放送局として
外国語放送局の特徴として地方自治体の広報 (Public Service Announcement、PSA) などを放送し、朝鮮語、中国語、タガログ語、タイ語、インドネシア語、スペイン語、ポルトガル語、フランス語計10か国語が中心。社会情勢に応じて他の言語（ウクライナ語など）が追加されることもある。
放送する音楽は原則として洋楽のみで構成していたが、2014年（平成26年）11月から邦楽も放送される。一日全体の選曲をサウンド・ディレクターが選択して曲順などを構成する。夜間や週末はヒップホップやクラブミュージック、ハワイアン、ワールドミュージック、K-POPなどに特化した番組がある。DJが椅子に座らず曲のセットからミキシングまで一人で行う「ワンマンDJスタイル」など、日本では実例の少ない放送スタイルを導入した。2002年（平成14年）の改編で、諸外国の放送にならい平日日中の3番組は番組名を設けず、「番組名=DJ」を採用した。
グラミー賞の生中継に加え、1998年（平成10年）からフジロック・フェスティバルなどの放送権を所有し、毎年7月下旬に苗場スキー場で催されるフジロック・フェスティバルのオフィシャルメディアとして毎年会場からライブ音源を生中継し、開催後も頻繁に音源を放送する。

## 歴史

### 試行錯誤
外国人向けの「外国語放送局」として開局した経緯から、トークを含めて放送の大部分が英語で、日本語はCM程度に留まっていた。当時はヨドバシカメラの英語CMも放送されていた。深夜は中国語やタガログ語など非英語圏の言語の番組、日本人大学生による英語でのディベートなど、言語を生かした独特の番組が多かった。
2004年（平成16年）から2007年（平成19年）にかけてタイム広告が減少してタイアップの一社提供番組が増え、番組の共同制作や委託を始めるなどの試行錯誤が始まる。ブルームバーグ・日刊工業新聞・吉本興業・MOOCSなど業種は様々で、音楽雑誌やレコード会社とタイアップやミニ番組の制作などを手がけるが1年以上の継続は困難であった。2008年（平成20年）度はTBSグループのクラシック専門インターネットラジオ・OTTAVAの録音による遅れネットも実施した。
夜間帯を中心にアーティストDJ番組も増加し、従来と異なり海外の音楽や文化への造詣の有無を問わずに邦楽の選曲が増えた。
2005年（平成17年）頃からそれまでの編成・コンセプトに変化が生じ、番組が頻繁に入れ替わる。ラジオは4月と10月に大改編、1月と7月に小改編が多く行われるが、InterFMは毎月のように改編され、「ラジオパーソナリティが突然『今日が最終回です』と言うだけの簡略化された告知をする」場合もあれば、「ラテ欄ですら新番組・最終回のマーク表記がない」場合もある。開局時から続く長寿番組である『BARAKAN BEAT』もこの措置に巻き込まれ、2006年（平成18年）4月末をもって唐突的に打ち切られた後、2012年に再開した。外国語ニュースを除いて日本語の番組が中心になり、J-POPの選曲も増えた。

### ニフコ・ジャパンタイムズの撤退・テレビ東京から木下グループの傘下へ
経営が好転しない中、2006年（平成18年）にニフコ並びにジャパンタイムズは経営から退き、保有株式をテレビ東京の関連会社であるテレビ東京ブロードバンド（TXBB）に売却した。これ以降、「ジャパンタイムズ・ニフコビル」からテレビ東京に近い港区虎ノ門へ機能を徐々に移転した。
地上デジタルラジオの実用化試験放送は、参入意欲はあったが参加しなかった。
2007年（平成19年）10月に平日夜間の大規模改編があり、フリーマガジン「music UP's」とタイアップ、アップフロントワークス・テレビ東京アナウンサー・エス・オー・プロモーション所属のDJが出演する番組がそれぞれ始まる。
海外ラジオ番組の放送にも取り組み、2005年（平成17年）からウルフマン・ジャックの番組を再編集で2006年（平成18年）3月まで放送し、第2期を2009年（平成21年）10月から放送。2008年（平成20年）から1年3か月間、アメリカの『American Top 40』を放送。2009年（平成21年）4月に配給会社ウエストウッドワンから海外のラジオ番組を購入して4番組を開始したが、『Out of Order』と『Absolute Live』が終了して10月は土曜昼の『The Beatle Years』のみとなった。
2009年（平成21年）2月に、TXBBはニフコが残有する株式のすべてを譲受して連結子会社化し、3月に保有する全株式をテレビ東京に譲渡し、InterFMはテレビ東京の連結子会社となった。テレビ東京は2009年6月に、大和証券グループ本社、エフエム東京など残る株主が保有する全株式を追加取得して、InterFMの第三者割当増資に応じる事を発表し、7月に株式の追加取得と第三者割当増資に成功してテレビ東京の完全子会社になった事を発表し、9月14日にテレビ東京天王洲スタジオ7階へ本社機能を移転した。
同年には堀内尚子とピーター・バラカンが復帰し、ガイ・ペリマンは再び日中番組を担当した。当時のテレビ東京とInterFMの関係から、テレビ東京でInterFMの局CM、InterFMでテレビ東京の日経スペシャルなど番組CMが流れた。テレビ東京以外の一部の全国ネットの番組でも、提供クレジットを出さないPTで流されることもあった。
2012年（平成24年）6月20日にテレビ東京は、テレビ放送事業へ経営資源を集中するために株式の90%を譲渡し、InterFMは木下工務店完全子会社のキノシタ・マネージメントの子会社になった。
2012年（平成24年）9月に、看板DJのピーター・バラカンが執行役員に選任され、2014年（平成26年）6月まで在任した。

### 周波数の変更
2015年（平成27年）6月30日に、周波数を開局当初から使用していた76.1MHzから89.7MHzに変更した。10月31日まで76.1MHzと並列放送して11月1日から89.7MHzとした。「都市型難聴取対策」と、2011年（平成23年）のアナログテレビ放送終了でVHF1ch - 3chの「ガードバンド」であった86.0MHz - 90.0MHzが解禁されたことから、従来より送信塔の位置を高めて周波数を変更して受信状況を改善した。
旧周波数の76.1MHzは、北関東地域の県域局やコミュニティFM局と混信し、日本と外国ではFMの周波数割当が異なり、持ち込まれたラジオ受信機では受信できなかった。総務省は2015年（平成27年）1月22日に基幹放送用周波数使用計画を見直す案を発表し、当放送局の周波数変更が許可され、6月26日から新しい89.7MHzの運用を開始して6月30日18時から本放送を開始した。

### 名古屋エリアへの外国語放送局再建と挫折

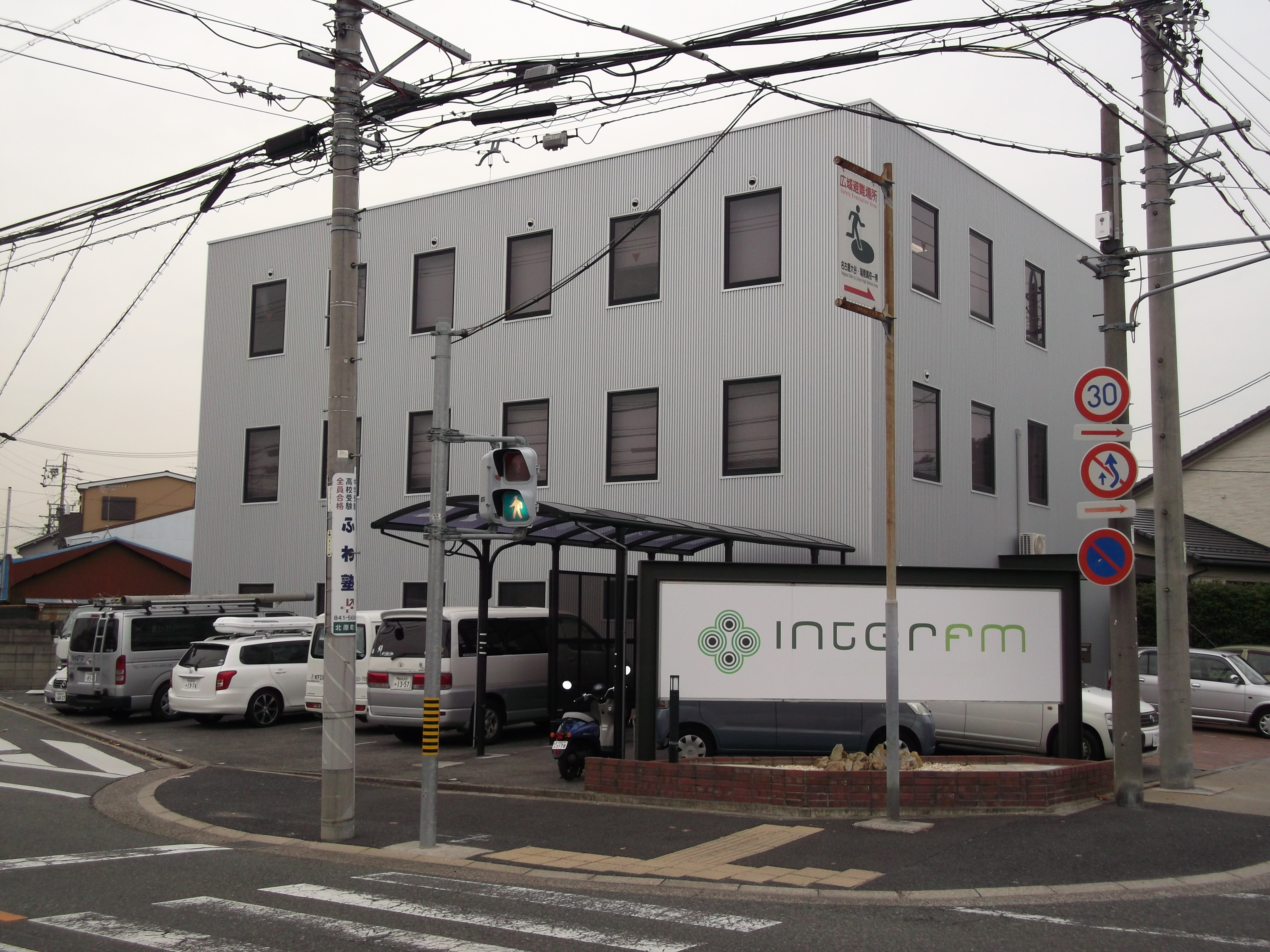
InterFM名古屋支社（のちのRadio NEO本社）2014年撮影
（名古屋市瑞穂区北原町）
1階にスタジオ、3階に名古屋支社（現・Radio NEO本社）オフィスが置かれる。

かつて名古屋周辺のMegaNet加盟局として、RADIO-i（愛知国際放送、2000年4月1日開局）があったが、2010年9月30日に閉局してしまった。
2012年10月30日、InterFMは名古屋エリアで2014年春にMegaNetの新局を立ち上げる構想を発表した。外国語放送局の全国ネットであるMegaNetの活性化を狙うとした。
2013年8月6日に総務省はInterFMが免許を申請したことを公表、10月25日に11月1日付で予備免許を与える予定であることを発表、11月1日付で総務大臣から無線局予備免許通知書の交付を公表した。呼出名称はエフエムインターウェーブなごや、ステーション名はInterFM NAGOYA、コールサインはJOCW-FMで、周波数は79.5MHz、空中線電力は5kW（実効輻射電力 18kW）で、周波数は既に閉局した同一目的の放送局RADIO-i（愛知国際放送）と同じである。送信所は名古屋市昭和区で、演奏所は同市内の瑞穂区に設置された同社の名古屋支社に置かれる。放送区域は愛知県名古屋市・瀬戸市・常滑市・豊田市・岡崎市・豊橋市を含む中京圏地域で、RADIO-iで放送区域であった浜松市は含まれていない。放送形態は東京本局との同時放送と名古屋支局独自放送の混成を予定していた。
2014年3月3日から試験放送電波発射を開始。3月20日に総務省から名古屋地区における外国語超短波放送の免許が付与、サービス放送を3月21日7時に開始。
そして4月1日7時に開局、名古屋の外国語放送局が4年ぶりの復活となった。「radiko.jp」の対応は、2015年7月30日から愛知県・岐阜県・三重県を配信対象地域として開始して「radiko.jpプレミアム（エリアフリー聴取）」で日本全国に有料配信された。
民放FMラジオ局で1事業者による1局2波体制は、FM802（FM COCOLO）以来2例目となる。1例目が同一エリアで既存免許の承継によるものに対し、異なるエリアにおいて新規で放送免許を申請した事例は初であった。InterFM NAGOYAは2015年10月1日、地域に根付いた放送局として生まれ変わるための改編に合わせ、ステーション名を「Radio NEO」に変更し、2016年12月1日に特定地上基幹放送局の免許人の地位が、株式会社InterFMから木下グループの株式会社Radio NEOに承継された。
独立後もRadio NEOと関係は続き、特別番組の同時ネットやタイミングを合わせて改編が行われたが、2017年以降の大型改編でRadio NEOで聴取率が好調であった番組を縮小されることもあった。
2020年3月31日、Radio NEOが閉局を発表。同年6月30日、Radio NEOは閉局し、再度名古屋エリアから外国語放送局が消滅した。

### ジャパンエフエムネットワークによる買収・JFNへ特別加盟
2020年（令和2年）9月1日、エフエム東京（TOKYO FM）の関連会社で全国FM放送協議会（JFN）へ番組供給を行う制作会社のジャパンエフエムネットワーク（JFNC）が、木下グループが保有する発行済み全株式を取得したと発表した。InterFM897はJFNCの完全子会社となり、JFNC代表取締役社長の飯塚基弘がInterFM897の代表取締役会長に就き、InterFM897はJFNの特別加盟局となった事も発表された（事実上のネットチェンジ）。その後上述の通り第三者割当増資を行ったため、完全子会社ではなくなったものの、34.9%の株式を持つ筆頭株主となっている。
その後、同年9月20日から日曜に放送されていた「The Great Escape!」が31分縮小され、JFNC制作の「Miracle World Channel」が同年10月25日まで期間限定で放送されていた。この番組はInterFM897用として制作され、自社番組として事実上扱われていた。以後この形式での番組の放送が増え始め、2023年現在では10分～30分の収録番組が複数本、放送されている。いずれも番組サイト・メールフォームはJFNCが運営するAuDee内に設けられるものの、ハガキはInterFM897へ送る様に指示される場合が多い。
その後同年11月1日からは、JFNC制作の平日のワイド番組や一部の収録番組に加え、JFNニュースなどのネット受けを開始している。更に2021年1月1日からは主に前述の収録番組を中心に増やされた。このため、InterFM897の制作番組は平日早朝や夕方以降、土曜日や日曜午後以降などの時間帯に縮小している。
TOKYO FMで放送されるJFNのAラインプログラム番組や一部のJFNC制作、TOKYO FMネット番組はサービスエリアの完全重複のため時差を含めて未ネットとなっている。
2021年2月6日から週末の日中限定ではあるが、7年ぶりに交通情報（Traffic Report）が再開された。
2021年4月からは、InterFM897制作番組の『NCT 127 ユウタのYUTA at Home』がJFN各局でも放送を開始したのを皮切りに、InterFM897制作番組がJFN各局にネットされるケースが増えている。同年10月1日以降は、InterFM897の帯番組としては初めて、昼ワイド番組『Otona no Radio Alexandria』をJFNCへと制作を移管した上でJFN各局でも放送を開始した。また、JFN在阪準キー局のエフエム大阪制作番組のネットも開始した。
JFNC制作番組のネット開始時点から、番組内でJFNC側はステーション名を旧名である『InterFM』と一貫して呼んでおり、メールフォームやAudeeの画面でも同様に表示される。番組内（主に「OH! HAPPY MORNING」など）では「897」を省略した上でメッセージを紹介している。同時期からInterFM897側でも『InterFM』と『InterFM897』が混在する状態となり、「JFNニュース」は『InterFM Headline News』として放送している他、番組内では「MUSIClock with THE FIRST TIMES」の様に『InterFM』と一貫して呼んでいる場合もあれば、「Otona no Radio Alexandria」の様に混在している場合もあり、中にはTwitterのハッシュタグも『#interfm』を使用する様に案内している番組もあるなどした状態であったが、2022年4月より正式にステーションネームをすべて小文字、周波数なしの『interfm』に変更した。
MegaNetの加盟状況について、2023年現在ではInterFM897とJFNCの何方からも正式な発表はないものの、日本民間放送連盟のホームページではFM COCOLOとLOVE FMのみをMegaNetの加盟局と記載しており、InterFM897はJFNの特別加盟社であることを明記しているのみであり、現在は離脱した状態である。
FM COCOLOと2局ネットで放送されていたBEAMSがスポンサーの番組「BEAMS TOKYO CULTURE STORY」については、InterFM897がJFN特別加盟局になった2020年9月以降も継続していたが、2021年3月で放送を終了した。
番組を相互で放送し合うFM大阪以外とのJFN系列局とは、2022年5月3日にふくしまFMとの共同制作（事実上ふくしまFMは企画のみ）で「interfm x ふくしまFM HOLIDAY SPECIAL Barakan Movie Paradise」（DJはPeter Barakan）が放送された。これはPeterがinterfmとふくしまFMの両局で番組を持っていたことがきっかけで実現したものだった。
2022年にはロシアのウクライナ侵攻開始に伴い、ウクライナからの避難民を対象としたウクライナ語番組を開始した。
2023年2月、JFNCもスタジオを構えるFMセンタービルに「半蔵門オフィス」を開設。一部番組はFMセンタービル内3F・7Fのスタジオから放送されるようになった。
2024年1月、FMセンタービル2FにInterFM897専用スタジオを開設。多くの番組が天王洲から半蔵門にスタジオを移転した。同年4月までには登記上の本店をFMセンタービル9階に移転している。

## 資本構成
企業・団体は当時の名称。出典：
2012年（平成24年）6月20日にテレビ東京は、テレビ放送事業へ経営資源を集中するために株式の90%を譲渡し、InterFMは木下工務店完全子会社のキノシタ・マネージメントの子会社になった。2013年（平成25年）10月25日の総務省の公表では、木下ホールディングスが全株式を追加取得して完全子会社化している。木下グループ各社の広告出稿だけでは支えきれず、2020年9月1日にジャパンエフエムネットワークの完全子会社となる。さらに2021年4月30日付でインプレスホールディングスに対しての第三者割当増資を実施、6月7日にもさらに8社に第三者割当増資を行っている。

### 2021年6月7日以降
| 資本金      | 授権資本 | 発行済株式総数 | 株主数 |
| ----------- | -------- | -------------- | ------ |
| 2億6250万円 |          | 10,600株       | 10     |

| 株主                         | 株式数  | 比率  |
| ---------------------------- | ------- | ----- |
| ジャパンエフエムネットワーク | 3,700株 | 34.9% |
| インプレスホールディングス   | 1,400株 | 13.2% |
| ウドー音楽事務所             | 1,000株 | 09.4% |
| ダルトン・アドバイザリー     | 1,000株 | 09.4% |
| TOKYO TOWER                  | 1,000株 | 09.4% |
| 博報堂DYメディアパートナーズ | 1,000株 | 09.4% |
| Y&N Brothers                 | 1,000株 | 09.4% |
| イー・エー・ユー             | 0200株  | 01.9% |
| テクノプランニング           | 0200株  | 01.9% |
| 富士フソー                   | 0100株  | 00.9% |

## 沿革
- 1996年（平成8年）4月1日 - 民放FMで全国47番目、東京で3番目に開局。放送周波数は76.1MHzであった[21]。
- 2006年（平成18年）2月24日 - ニフコ保有の普通株式約38%、ジャパンタイムズの保有株全てをテレビ東京ブロードバンド（TXBB）に譲渡、同社の持分法適用関連会社となる。
- 2009年（平成21年）
  - 2月18日 - ニフコ保有の普通株式・優先株式全てをTXBBに譲渡。優先株式を普通株式に転換し、TXBBの連結子会社となる。
  - 3月18日 - TXBBが保有する全株式をテレビ東京に譲渡、テレビ東京の連結子会社となる。
  - 7月30日 - この日までに大和証券グループ本社、エフエム東京など、残りの保有株全てをテレビ東京に譲渡、同時にテレビ東京を引受先とする第三者割当増資を実施し、テレビ東京の完全子会社となる。
  - 9月14日 - 港区虎ノ門から品川区東品川のテレビ東京天王洲スタジオ内に本社を移転。
- 2010年（平成22年）
  - 3月15日 - ほかの在京ラジオ6局と共同でインターネットでのサイマル放送「radiko」を試験的に開始（南関東1都3県限定）。
  - 12月1日 - ほかの在京ラジオ6局と共同でインターネットでのサイマル放送「radiko」の本放送を開始、試験期間中は南関東限定であったが、リニューアルに伴い、新たに北関東でも利用可能に。放送局記号は「INT」。
- 2011年（平成23年）3月11日 - 東日本大震災が発災し、関連情報を外国語で流す。
- 2012年（平成24年）
  - 5月30日 - 6月20日付でテレビ東京が保有する株式90%をキノシタ・マネージメントに譲渡すると発表[43][44]。
  - 10月30日 - 名古屋エリアへの新局立ち上げを発表。
- 2013年（平成25年）
  - 4月1日 - キャッチコピーを「Tokyo's No.1 Music Station」から「The Real Music Station」に改める。
  - 8月6日 - 総務省に名古屋エリアへの免許申請。
  - 10月25日 - 総務省が11月1日に名古屋エリアへの予備免許交付を公表。同時にInterFMが木下ホールディングスの完全子会社になっていることが明らかになる。
- 2014年（平成26年）
  - 3月 - エフエムインターウェーブなごやが試験電波を発射開始[47]。
  - 3月20日 - 総務省がエフエムインターウェーブに名古屋エリアへの免許を付与[5]。
  - 4月1日 - 商号を株式会社InterFMに変更[4]。InterFM NAGOYA開局。それに伴い、東京と名古屋でサイマル放送するためそれぞれで異なる周波数は番組ジングル以外でのDJによるアナウンスを取りやめ。
  - 4月19日 - InterFM史上初の24時間生放送特番「InterFM 24 HOUR LIVE RADIO」を放送（19:00 - 翌20日19:00）。放送中はCMなし・CDの使用禁止[注釈 7]で行われた[48]。
- 2015年（平成27年）
  - 6月24日 - 東京局の周波数変更が認可される[18][49]。
  - 6月26日 - 東京局が新周波数89.7MHzでの試験放送を開始[16]。
  - 6月30日 - 18時の『THE DAVE FROMM SHOW』から、東京局が新周波数89.7MHzで本放送を開始[17]。
  - 7月30日 - 名古屋局のradikoによるインターネットサイマル配信（東海三県を対象とした通常サービス及びradiko.jpプレミアムによるエリアフリー配信）を開始[28]。
  - 10月1日 - 東京局のステーション名を「InterFM897（インターエフエム・ハチ・キュウ・ナナ）」に[17][50]、名古屋局のステーション名を「Radio NEO（レディオ・ネオ）」にそれぞれ変更[51]。
  - 10月31日 - 東京局の旧周波数76.1MHzでの運用終了[18]。
- 2016年（平成28年）12月1日 - Radio NEOの特定地上基幹放送局の免許人の地位を、当社から木下グループの株式会社Radio NEOに承継[29]。
- 2017年（平成29年）4月1日 - 株式会社InterFM897に商号変更[52]。
- 2020年（令和2年）
  - 9月1日 - 木下グループが保有するInterFM897の発行済み株式の全てをジャパンエフエムネットワークが取得。これに伴い、全国FM放送協議会（JFN）に特別加盟局として加盟[31]。
  - 11月1日 - ジャパンエフエムネットワーク制作番組のネットを開始。
- 2021年（令和3年）
  - 4月30日 - インプレスホールディングスに対する第三者割当増資を実施[46]。
  - 6月7日 - 新たに8社に対する第三者割当増資を実施[32]。
- 2022年（令和4年）4月1日 - ステーション名を「interfm」に、ステートメント（キャッチコピー）を「Find Your Colors（ファインド・ユア・カラーズ）」に、ステーションロゴをPERIMETRON・佐々木集[注釈 8]デザインのものにそれぞれ変更。社名はInterFM897を維持[7]。

## 放送局データ
出典
| 親局   | 周波数  | 空中線電力 | 実効輻射電力 | 送信所概要 （技術情報） | 備考 |
| ------ | ------- | ---------- | ------------ | --- | ---- |
| 東京   | 89.7MHz | 10kW       | 13kW         | - 送信柱 - 日本電波塔（東京タワー）。 旧送信空中線は地上高165mに位置していた。 新周波数での地上高は320m。その他の新周波数での基本データは不明。 - 送信空中線 - 2L双ループ1段4面（施工古河電工）。 - 放送機 - FBN-15K055SS（NEC）×2、5kWを2台並列合成して10kW。 - 東京タワーまでの中継回線 - ビル障害により、演奏所から見通せないため、 電波ルートは設置出来ず。 そのため光ケーブルによるNTT東日本256kbpsデジタル回線と、 KDDI（旧パワードコム）384kbpsにて番組伝送。 コーデックはAPT社製を使用。 - 高圧受配電 - 3300V、200Vと100V、75kVA、2回線受電（精電舎）。 - 非常用電源 - 自家発電装置1000kVA。 |      |
| 中継局 | 周波数  | 空中線電力 | 実効輻射電力 | 送信所概要 （技術情報） | 備考 |
| 横浜   | 76.5MHz | 300W       | 3.7kW        | - 送信柱 - 150m四角鉄塔（鶴見区三ツ池公園、tvk送信鉄塔）。 - 送信空中線 - 2L双ループ4段2面、RADIO BEERY宇都宮親局妨害阻止目的のキャンセリングアンテナは、5エレメント八木・宇田アンテナ、2段スタック1面。 - 送信機 - RV-33TSAT（東芝）。 - 中継回線 - 親局を、5エレメント八木・宇田アンテナ2段1面にてエア受け。 - 送信局舎 - 鉄筋コンクリート1階7m×5m（tvk、アール・エフ・ラジオ日本と共有）。 - 非常用電源 - 自家発電装置5kVA（ディーゼル発電、精電舎）。 |      |

- 放送時間 - 5時00分を1日の基点とした24時間放送。毎週日曜の深夜 - 月曜未明に関しては1時30分 - 5時00分を休止時間としているが、放送終了時の1時30分にクロージングアナウンス（60秒）のあと停波する。場合によっては試験電波を発射する。4時50分から再び電波を発射する。4時58分40秒からオープニングアナウンス（60秒）。4時59分40秒から時報。
- 東京タワーからTOKYO FMと同一出力で送信しているが、後発局であることと放送対象地域の違いにより送信アンテナの高さがTOKYO FMより低い上、ERPもTOKYO FMの約10分の1である。そのため東京タワー単独では受信範囲が狭く、放送対象地域の横浜市に中継局を設置している。

## 主な番組
2025年8月時点。

### Weekday
- 太字は自社制作番組。
- [J]はJFNC制作番組。
- [J☆]はJFNC制作で、interfmのみに送出する番組。
- [OH]はFM大阪制作番組。
- [O]は他局・他社制作番組。

| 時                                       | Mon. | Tue. | Wed. | Thu. | Fri. |
| ---------------------------------------- | --- | --- | --- | --- | --- |
| 5                                        | 5:00 PSA（Mon.Chinese / Tue.Korean / Wed.Tagalog / Thu.Spanish / Fri.Portuguese） | 5:00 PSA（Mon.Chinese / Tue.Korean / Wed.Tagalog / Thu.Spanish / Fri.Portuguese） | 5:00 PSA（Mon.Chinese / Tue.Korean / Wed.Tagalog / Thu.Spanish / Fri.Portuguese） | 5:00 PSA（Mon.Chinese / Tue.Korean / Wed.Tagalog / Thu.Spanish / Fri.Portuguese） | 5:00 PSA（Mon.Chinese / Tue.Korean / Wed.Tagalog / Thu.Spanish / Fri.Portuguese）                                                                                                   |
| 5                                        | 5:10 Beyond K-point [J☆] - ⽥中渓 | 5:10 Hotpicks Playlist | 5:10 Hotpicks Playlist | 5:10 Hotpicks Playlist | 5:10 Hotpicks Playlist |
| 5                                        | 5:10 Beyond K-point [J☆] - ⽥中渓 | 5:45 旬!旬PICKUP | | | 5:10 Hotpicks Playlist |
| 6                                        | 6:00 THE GUY PERRYMAN MIX -Non Stop Flight- - Guy Perryman ▽6:52 - 6:55 Voyage - 辻しのぶ ▽6:56 Shinagawa info.（Mon.Chinese / Tue.Korean / Wed.Tagalog / Thu.Fri.English） | 6:00 THE GUY PERRYMAN MIX -Non Stop Flight- - Guy Perryman ▽6:52 - 6:55 Voyage - 辻しのぶ ▽6:56 Shinagawa info.（Mon.Chinese / Tue.Korean / Wed.Tagalog / Thu.Fri.English） | 6:00 THE GUY PERRYMAN MIX -Non Stop Flight- - Guy Perryman ▽6:52 - 6:55 Voyage - 辻しのぶ ▽6:56 Shinagawa info.（Mon.Chinese / Tue.Korean / Wed.Tagalog / Thu.Fri.English） | 6:00 THE GUY PERRYMAN MIX -Non Stop Flight- - Guy Perryman ▽6:52 - 6:55 Voyage - 辻しのぶ ▽6:56 Shinagawa info.（Mon.Chinese / Tue.Korean / Wed.Tagalog / Thu.Fri.English） | 6:00 THE GUY PERRYMAN MIX -Non Stop Flight- - Guy Perryman ▽6:52 - 6:55 Voyage - 辻しのぶ ▽6:56 Shinagawa info.（Mon.Chinese / Tue.Korean / Wed.Tagalog / Thu.Fri.English）         |
| 7                                        | 7:00 THE GUY PERRYMAN SHOW - Guy Perryman ▽7:53 快活生活ラジオショッピング | 7:00 THE GUY PERRYMAN SHOW - Guy Perryman ▽7:53 快活生活ラジオショッピング | 7:00 THE GUY PERRYMAN SHOW - Guy Perryman ▽7:53 快活生活ラジオショッピング | 7:00 THE GUY PERRYMAN SHOW - Guy Perryman ▽7:53 快活生活ラジオショッピング | 7:00 ASIA POP 40 [O] - Joey Chou ▽ 7:54 Hotpicks playlist |
| 8                                        | 7:00 THE GUY PERRYMAN SHOW - Guy Perryman ▽7:53 快活生活ラジオショッピング | 7:00 THE GUY PERRYMAN SHOW - Guy Perryman ▽7:53 快活生活ラジオショッピング | 7:00 THE GUY PERRYMAN SHOW - Guy Perryman ▽7:53 快活生活ラジオショッピング | 7:00 THE GUY PERRYMAN SHOW - Guy Perryman ▽7:53 快活生活ラジオショッピング | 7:00 ASIA POP 40 [O] - Joey Chou ▽ 7:54 Hotpicks playlist |
| 8:50 The living path of Music - 金沢雅美 | | | | | 7:00 ASIA POP 40 [O] - Joey Chou ▽ 7:54 Hotpicks playlist |
| 8:55 interfm Headline News [J]           | | | | | 7:00 ASIA POP 40 [O] - Joey Chou ▽ 7:54 Hotpicks playlist |
| 9                                        | 9:00 Find Your Music! - Vance K ▽9:55 Voyage - 辻しのぶ ▽10:28 Voyage - 辻しのぶ | 9:00 Find Your Music! - Vance K ▽9:55 Voyage - 辻しのぶ ▽10:28 Voyage - 辻しのぶ | 9:00 Find Your Music! - Vance K ▽9:55 Voyage - 辻しのぶ ▽10:28 Voyage - 辻しのぶ | 9:00 Find Your Music! - Vance K ▽9:55 Voyage - 辻しのぶ ▽10:28 Voyage - 辻しのぶ | 7:00 ASIA POP 40 [O] - Joey Chou ▽ 7:54 Hotpicks playlist |
| 10                                       | 9:00 Find Your Music! - Vance K ▽9:55 Voyage - 辻しのぶ ▽10:28 Voyage - 辻しのぶ | 9:00 Find Your Music! - Vance K ▽9:55 Voyage - 辻しのぶ ▽10:28 Voyage - 辻しのぶ | 9:00 Find Your Music! - Vance K ▽9:55 Voyage - 辻しのぶ ▽10:28 Voyage - 辻しのぶ | 9:00 Find Your Music! - Vance K ▽9:55 Voyage - 辻しのぶ ▽10:28 Voyage - 辻しのぶ | 7:00 ASIA POP 40 [O] - Joey Chou ▽ 7:54 Hotpicks playlist |
| 10:30 Hotpicks Playlist                  | | | | | |
| 10:40 Hotpicks Playlist                  | | | | | |
| 10:44 今旬!いいもの百貨店                | 10:44 今旬!いいもの百貨店 - 竹矢宣子 | 10:44 BUY NOW - 竹内都子、ねづっち | 10:44 今旬!いいもの百貨店 - 竹矢宣子 | 10:44 SHUN!SHUN!PICK UP | |
| 11                                       | 11:00 Otona no Radio Alexandria [J] - Robert Harris ▽11:01 Topics From REUTERE ▽11:09 MUSEION ▽11:40 生き物の物語 ▽12:05 SELF PORTRAIT ▽12:55 Publlc Service Announcement（横浜市） | 11:00 Otona no Radio Alexandria [J] - Robert Harris ▽11:01 Topics From REUTERE ▽11:09 MUSEION ▽11:40 生き物の物語 ▽12:05 SELF PORTRAIT ▽12:55 Publlc Service Announcement（横浜市） | 11:00 Otona no Radio Alexandria [J] - Robert Harris ▽11:01 Topics From REUTERE ▽11:09 MUSEION ▽11:40 生き物の物語 ▽12:05 SELF PORTRAIT ▽12:55 Publlc Service Announcement（横浜市） | 11:00 Otona no Radio Alexandria [J] - Robert Harris ▽11:01 Topics From REUTERE ▽11:09 MUSEION ▽11:40 生き物の物語 ▽12:05 SELF PORTRAIT ▽12:55 Publlc Service Announcement（横浜市） | 11:00 Otona no Radio Alexandria [J] - Robert Harris ▽11:01 Topics From REUTERE ▽11:09 MUSEION ▽11:40 生き物の物語 ▽12:05 SELF PORTRAIT ▽12:55 Publlc Service Announcement（横浜市） |
| 12                                       | 11:00 Otona no Radio Alexandria [J] - Robert Harris ▽11:01 Topics From REUTERE ▽11:09 MUSEION ▽11:40 生き物の物語 ▽12:05 SELF PORTRAIT ▽12:55 Publlc Service Announcement（横浜市） | 11:00 Otona no Radio Alexandria [J] - Robert Harris ▽11:01 Topics From REUTERE ▽11:09 MUSEION ▽11:40 生き物の物語 ▽12:05 SELF PORTRAIT ▽12:55 Publlc Service Announcement（横浜市） | 11:00 Otona no Radio Alexandria [J] - Robert Harris ▽11:01 Topics From REUTERE ▽11:09 MUSEION ▽11:40 生き物の物語 ▽12:05 SELF PORTRAIT ▽12:55 Publlc Service Announcement（横浜市） | 11:00 Otona no Radio Alexandria [J] - Robert Harris ▽11:01 Topics From REUTERE ▽11:09 MUSEION ▽11:40 生き物の物語 ▽12:05 SELF PORTRAIT ▽12:55 Publlc Service Announcement（横浜市） | 11:00 Otona no Radio Alexandria [J] - Robert Harris ▽11:01 Topics From REUTERE ▽11:09 MUSEION ▽11:40 生き物の物語 ▽12:05 SELF PORTRAIT ▽12:55 Publlc Service Announcement（横浜市） |
| 13                                       | 13:00 デイリーフライヤー [J] - 大橋俊夫（月・火）、井門宗之（水 - 金） ▽13:08 ジャパネットたかたラジオショッピング | 13:00 デイリーフライヤー [J] - 大橋俊夫（月・火）、井門宗之（水 - 金） ▽13:08 ジャパネットたかたラジオショッピング | 13:00 デイリーフライヤー [J] - 大橋俊夫（月・火）、井門宗之（水 - 金） ▽13:08 ジャパネットたかたラジオショッピング | 13:00 デイリーフライヤー [J] - 大橋俊夫（月・火）、井門宗之（水 - 金） ▽13:08 ジャパネットたかたラジオショッピング | 13:00 デイリーフライヤー [J] - 大橋俊夫（月・火）、井門宗之（水 - 金） ▽13:08 ジャパネットたかたラジオショッピング                                                                  |
| 13                                       | 13:30 レコレール [J] - Shaula（月・火）、鬼頭由芽（水・木） ▽13:55 - 14:00 Rolling Stone Cafe [J] - NAOKI（LOVE PSYCHEDELICO）（月・火） ▽14:40 - 14:54 イトーとスドーのモノ申し隊!（月） ▽14:40 - 14:54 SHUN!SHUN!PICK UP - 竹内都子、ねづっち（火） ▽14:40 - 14:54 小倉・IMALUの〇〇玉手箱（水） ▽14:42 - 14:54 BUY NOW - 竹内都子、ねづっち（木） ▽14:55 - 15:00 interfm Hotpicks Playlist | 13:30 レコレール [J] - Shaula（月・火）、鬼頭由芽（水・木） ▽13:55 - 14:00 Rolling Stone Cafe [J] - NAOKI（LOVE PSYCHEDELICO）（月・火） ▽14:40 - 14:54 イトーとスドーのモノ申し隊!（月） ▽14:40 - 14:54 SHUN!SHUN!PICK UP - 竹内都子、ねづっち（火） ▽14:40 - 14:54 小倉・IMALUの〇〇玉手箱（水） ▽14:42 - 14:54 BUY NOW - 竹内都子、ねづっち（木） ▽14:55 - 15:00 interfm Hotpicks Playlist | 13:30 レコレール [J] - Shaula（月・火）、鬼頭由芽（水・木） ▽13:55 - 14:00 Rolling Stone Cafe [J] - NAOKI（LOVE PSYCHEDELICO）（月・火） ▽14:40 - 14:54 イトーとスドーのモノ申し隊!（月） ▽14:40 - 14:54 SHUN!SHUN!PICK UP - 竹内都子、ねづっち（火） ▽14:40 - 14:54 小倉・IMALUの〇〇玉手箱（水） ▽14:42 - 14:54 BUY NOW - 竹内都子、ねづっち（木） ▽14:55 - 15:00 interfm Hotpicks Playlist | 13:30 レコレール [J] - Shaula（月・火）、鬼頭由芽（水・木） ▽13:55 - 14:00 Rolling Stone Cafe [J] - NAOKI（LOVE PSYCHEDELICO）（月・火） ▽14:40 - 14:54 イトーとスドーのモノ申し隊!（月） ▽14:40 - 14:54 SHUN!SHUN!PICK UP - 竹内都子、ねづっち（火） ▽14:40 - 14:54 小倉・IMALUの〇〇玉手箱（水） ▽14:42 - 14:54 BUY NOW - 竹内都子、ねづっち（木） ▽14:55 - 15:00 interfm Hotpicks Playlist | 13:30 イナズマロックレディオ [J] - 西川貴教 |
| 14                                       | 13:30 レコレール [J] - Shaula（月・火）、鬼頭由芽（水・木） ▽13:55 - 14:00 Rolling Stone Cafe [J] - NAOKI（LOVE PSYCHEDELICO）（月・火） ▽14:40 - 14:54 イトーとスドーのモノ申し隊!（月） ▽14:40 - 14:54 SHUN!SHUN!PICK UP - 竹内都子、ねづっち（火） ▽14:40 - 14:54 小倉・IMALUの〇〇玉手箱（水） ▽14:42 - 14:54 BUY NOW - 竹内都子、ねづっち（木） ▽14:55 - 15:00 interfm Hotpicks Playlist | 13:30 レコレール [J] - Shaula（月・火）、鬼頭由芽（水・木） ▽13:55 - 14:00 Rolling Stone Cafe [J] - NAOKI（LOVE PSYCHEDELICO）（月・火） ▽14:40 - 14:54 イトーとスドーのモノ申し隊!（月） ▽14:40 - 14:54 SHUN!SHUN!PICK UP - 竹内都子、ねづっち（火） ▽14:40 - 14:54 小倉・IMALUの〇〇玉手箱（水） ▽14:42 - 14:54 BUY NOW - 竹内都子、ねづっち（木） ▽14:55 - 15:00 interfm Hotpicks Playlist | 13:30 レコレール [J] - Shaula（月・火）、鬼頭由芽（水・木） ▽13:55 - 14:00 Rolling Stone Cafe [J] - NAOKI（LOVE PSYCHEDELICO）（月・火） ▽14:40 - 14:54 イトーとスドーのモノ申し隊!（月） ▽14:40 - 14:54 SHUN!SHUN!PICK UP - 竹内都子、ねづっち（火） ▽14:40 - 14:54 小倉・IMALUの〇〇玉手箱（水） ▽14:42 - 14:54 BUY NOW - 竹内都子、ねづっち（木） ▽14:55 - 15:00 interfm Hotpicks Playlist | 13:30 レコレール [J] - Shaula（月・火）、鬼頭由芽（水・木） ▽13:55 - 14:00 Rolling Stone Cafe [J] - NAOKI（LOVE PSYCHEDELICO）（月・火） ▽14:40 - 14:54 イトーとスドーのモノ申し隊!（月） ▽14:40 - 14:54 SHUN!SHUN!PICK UP - 竹内都子、ねづっち（火） ▽14:40 - 14:54 小倉・IMALUの〇〇玉手箱（水） ▽14:42 - 14:54 BUY NOW - 竹内都子、ねづっち（木） ▽14:55 - 15:00 interfm Hotpicks Playlist | 14:00 PLAY ON - MIO ▽14:45 Tools for Life |
| 15                                       | 13:30 レコレール [J] - Shaula（月・火）、鬼頭由芽（水・木） ▽13:55 - 14:00 Rolling Stone Cafe [J] - NAOKI（LOVE PSYCHEDELICO）（月・火） ▽14:40 - 14:54 イトーとスドーのモノ申し隊!（月） ▽14:40 - 14:54 SHUN!SHUN!PICK UP - 竹内都子、ねづっち（火） ▽14:40 - 14:54 小倉・IMALUの〇〇玉手箱（水） ▽14:42 - 14:54 BUY NOW - 竹内都子、ねづっち（木） ▽14:55 - 15:00 interfm Hotpicks Playlist | 13:30 レコレール [J] - Shaula（月・火）、鬼頭由芽（水・木） ▽13:55 - 14:00 Rolling Stone Cafe [J] - NAOKI（LOVE PSYCHEDELICO）（月・火） ▽14:40 - 14:54 イトーとスドーのモノ申し隊!（月） ▽14:40 - 14:54 SHUN!SHUN!PICK UP - 竹内都子、ねづっち（火） ▽14:40 - 14:54 小倉・IMALUの〇〇玉手箱（水） ▽14:42 - 14:54 BUY NOW - 竹内都子、ねづっち（木） ▽14:55 - 15:00 interfm Hotpicks Playlist | 13:30 レコレール [J] - Shaula（月・火）、鬼頭由芽（水・木） ▽13:55 - 14:00 Rolling Stone Cafe [J] - NAOKI（LOVE PSYCHEDELICO）（月・火） ▽14:40 - 14:54 イトーとスドーのモノ申し隊!（月） ▽14:40 - 14:54 SHUN!SHUN!PICK UP - 竹内都子、ねづっち（火） ▽14:40 - 14:54 小倉・IMALUの〇〇玉手箱（水） ▽14:42 - 14:54 BUY NOW - 竹内都子、ねづっち（木） ▽14:55 - 15:00 interfm Hotpicks Playlist | 13:30 レコレール [J] - Shaula（月・火）、鬼頭由芽（水・木） ▽13:55 - 14:00 Rolling Stone Cafe [J] - NAOKI（LOVE PSYCHEDELICO）（月・火） ▽14:40 - 14:54 イトーとスドーのモノ申し隊!（月） ▽14:40 - 14:54 SHUN!SHUN!PICK UP - 竹内都子、ねづっち（火） ▽14:40 - 14:54 小倉・IMALUの〇〇玉手箱（水） ▽14:42 - 14:54 BUY NOW - 竹内都子、ねづっち（木） ▽14:55 - 15:00 interfm Hotpicks Playlist | 15:00 永野とミッキーの LIVE BUZZ - 永野、Mickey |
| 15                                       | 15:55 interfm Headline News [J] | | | | 15:00 永野とミッキーの LIVE BUZZ - 永野、Mickey |
| 16                                       | 16:00 interfm HotPicks Playlist ▽16:10 はぴねすくらぶラジオショッピング - 杉崎真宏 | 16:00 interfm HotPicks Playlist ▽16:10 はぴねすくらぶラジオショッピング - 杉崎真宏 | 16:00 interfm HotPicks Playlist ▽16:10 はぴねすくらぶラジオショッピング - 杉崎真宏 | 16:00 interfm HotPicks Playlist ▽16:10 はぴねすくらぶラジオショッピング - 杉崎真宏 | 16:00 The Dave Fromm Show - Dave Fromm、ジョー横溝、古川タロヲ、Ali Morizumi ▽17:30 Terror’s Tellers ～恐怖の語り部達～                                                             |
| 16                                       | 16:30 Find Your Music! - 小山ジャネット愛子 ▽17:27 Voyage - 辻しのぶ ▽18:27 Voyage - 辻しのぶ ▽18:32 ～Bringing Back Peace - Essential Guide to Living in Japan -～ | | | | 16:00 The Dave Fromm Show - Dave Fromm、ジョー横溝、古川タロヲ、Ali Morizumi ▽17:30 Terror’s Tellers ～恐怖の語り部達～                                                             |
| 17                                       | | | | | 16:00 The Dave Fromm Show - Dave Fromm、ジョー横溝、古川タロヲ、Ali Morizumi ▽17:30 Terror’s Tellers ～恐怖の語り部達～                                                             |
| 18                                       | 18:00 SONIC RADIO - Shaula | | | | |
| 18                                       | 18:00 SONIC RADIO - Shaula | 18:40 イマドキショッピング | 18:40 企業の遺伝子 [J] - 武田隆、知花くらら | 18:40 NY Future Lab - シェリーめぐみ | 18:40 船ヶ山哲 猫のラジオ - 船ヶ山哲 |
| 18                                       | 18:55 interfm Headline News [J] | | | | |
| 19                                       | 19:00 A・O・R [J] - ユキ・ラインハート ▽19:55 The living path of Music - 金沢雅美 | 19:00 A・O・R [J] - ユキ・ラインハート ▽19:55 The living path of Music - 金沢雅美 | 19:00 A・O・R [J] - ユキ・ラインハート ▽19:55 The living path of Music - 金沢雅美 | 19:00 A・O・R [J] - ユキ・ラインハート ▽19:55 Hotpicks Playlist ▽20:55 The living path of Music - 金沢雅美 | 19:00 RADIO. RADIO. With George Williams - ジョージ・ウィリアムズ ▽20:55 The living path of Music - 金沢雅美                                                                        |
| 20                                       | 20:00 週替わり番組 | 20:00 塩沼亮潤 大阿闍梨のstep by step [J☆] - 塩沼亮潤 大阿闍梨 （Date FMへネット） | 20:00 TOKYO MUSIC SHOW - Little Black Dress | 19:00 A・O・R [J] - ユキ・ラインハート ▽19:55 Hotpicks Playlist ▽20:55 The living path of Music - 金沢雅美 | 19:00 RADIO. RADIO. With George Williams - ジョージ・ウィリアムズ ▽20:55 The living path of Music - 金沢雅美                                                                        |
| 20                                       | 20:00 週替わり番組 | 20:30 SING LIKE TALKING 佐藤竹善のアンダンテ [J] - 佐藤竹善（SING LIKE TALKING） | 20:00 TOKYO MUSIC SHOW - Little Black Dress | 19:00 A・O・R [J] - ユキ・ラインハート ▽19:55 Hotpicks Playlist ▽20:55 The living path of Music - 金沢雅美 | 19:00 RADIO. RADIO. With George Williams - ジョージ・ウィリアムズ ▽20:55 The living path of Music - 金沢雅美                                                                        |
| 21                                       | 21:00 Jazz Reminiscence[J] - 山中千尋 | 21:00 黒田卓也のムーンフライト - 黒田卓也 | 21:00 J LIVE RADIO - 田中準也、長崎亘宏 | 21:00 NCT 127 ユウタのYUTA at Home [J☆] - YUTA（NCT 127） （JFN系列15局へネット） | 21:00 Sensor - CARTOON、Ryo 'LEFTY' Miyata ▽21:10 This week’s Recommended Songs |
| 21                                       | 21:00 Jazz Reminiscence[J] - 山中千尋 | 21:30 TOKYO MUSIC RADAR - mikako（Nagie Lane） | 21:30 循環 Radio - 新羅慎二 | 21:30 NCT DREAM ジェミンのうさぎ ちゃんねこちゃんラジオ - ジェミン （NCT DREAM） | 21:00 Sensor - CARTOON、Ryo 'LEFTY' Miyata ▽21:10 This week’s Recommended Songs |
| 21                                       | 21:30 運とコネをつかむラジオ - 船ヶ山哲、内田博史 | 21:30 TOKYO MUSIC RADAR - mikako（Nagie Lane） | 21:30 循環 Radio - 新羅慎二 | 21:30 NCT DREAM ジェミンのうさぎ ちゃんねこちゃんラジオ - ジェミン （NCT DREAM） | 21:55 interfm Headline News |
| 22                                       | 22:00 rock field 897 | 22:00 伊織もえの電脳ラジオ - 伊織もえ | 22:00 TabataBAR - 田端信太郎 | 22:00 side by side - 西恵利香 | 22:00 Tokyo Crossover Radio - 沖野修也 |
| 22                                       | 22:30 アルテミスの翼のアルツバ放送局 Season4 - アルテミスの翼 | 22:00 伊織もえの電脳ラジオ - 伊織もえ | 22:00 TabataBAR - 田端信太郎 | 22:00 side by side - 西恵利香 | 22:00 Tokyo Crossover Radio - 沖野修也 |
| 23                                       | 23:00 東京円盤倶楽部 - 隔月替わり | 23:00 ぱんぱかカフぃR（冒険編）[J☆] - 花譜 | 23:00 ハリセンボンの「かっぽじ気分」[J] - ハリセンボン | 23:00 REIKO So far, so good. [J☆] - REIKO | 23:00 TOKYO MOON - 松浦俊夫 |
| 23                                       | 23:30 三上ちさこのJust Chilling [J☆] - 三上ちさこ | 23:30 AMEFURASSHIの アメフラナイト！ - AMEFURASSHI | 23:30 鈴木亮、 幸せになってもいいですかっ? - 鈴木亮 | 23:30 Find Your Colors with TOKYO RAINBOW PRIDE - フルボンヌ | 23:00 TOKYO MOON - 松浦俊夫 |
| 0                                        | 0:00 interfm FUTURE ICONS supported by Fanicon - 増井健人 | 0:00 GG RADIO!! - GENTLE GUM | 0:00 VTrax - DJむとぅー | 0:00 Dr.苫米地Cosmic Radio[J☆] - 苫米地英人 | 0:00 Kenrocks Nite Ver. 2 - 大貫憲章、 MARTIN-KINOO （CHELSEA MOVEMENT） はせはじむ                                                                                                 |
| 0                                        | 0:30 あつまれ！アキバユニバース - 馬琴響、 ルーシー・イン・ザ・スカイ、 菩一 ブイブイ WSALT、 キャンデリコ | 0:30 ネオジャポのFight For The Radio [J☆] - NEO JAPONISM、 奥田修司 | 0:30 ハチャメチャUtaGe!ラジオ - UtaGe! | 0:30 しみけんのしあわせらじお - しみけん | 0:00 Kenrocks Nite Ver. 2 - 大貫憲章、 MARTIN-KINOO （CHELSEA MOVEMENT） はせはじむ                                                                                                 |
| 1                                        | 1:00 Hotpicks Playlist | 1:00 キャ・ノンのESCAPE！- キャ・ノン | 1:00 神山羊のSheep Sleep Sweep - 神山羊 | 1:00 THE TRAXX - TJO、 JO3 | 1:00 オトナのしゃべり場 ～TOKYO SECRET BASE～ - 長野寛史、 脊山麻理子 |
| 1                                        | 1:30 川谷絵音の約30分我慢してくれませんか [J] - 川谷絵音（ゲスの極み乙女、indigo la End） | 1:30 TRUE MUSIC CAMP RADIO - TRUE | 1:30 Root mimiのmini じゃなくてmimiだよラジオ - Root mimi | 1:30 Hotpicks Playlist | 1:30 Mint Juice Radio - 島田翼 |
| 2                                        | 2:00 S.I.N NEXT GENERATION [J] - 20th Century ▽2:54 interfm Hotpicks Playlist | 2:00 Hotpicks Playlist | 2:00 Hotpicks Playlist | 1:30 Hotpicks Playlist | 2:00 Hotpicks Playlist |
| 2                                        | 2:00 S.I.N NEXT GENERATION [J] - 20th Century ▽2:54 interfm Hotpicks Playlist | 2:30 BALLISTIK RADIO [J☆] - BALLISTIK BOYZ from EXILE TRIBE | 2:30 Little Glee Monster 「Join Us!」 [J] - Little Glee Monster | 2:30 ガルー社長のわんわんレディオ - ガルー.社長（萩原正規） | 2:30 NOA's ASIAN TREND [J] - NOA |
| 3                                        | 3:00 THE GOOD MIXER | 3:00 THE GOOD MIXER | 3:00 THE GOOD MIXER | 3:00 THE GOOD MIXER | 3:00 THE GOOD MIXER |
| 4                                        | 3:00 THE GOOD MIXER | 3:00 THE GOOD MIXER | 3:00 THE GOOD MIXER | 3:00 THE GOOD MIXER | 3:00 THE GOOD MIXER |

### Weekend
| 時 | Sat. | Sun. |
| -- | --- | --- |
| 5  | 5:00 Green Jacket - タケ小山（小山武明） ▽5:30 Tadd Omi 1min. Golf English ▽5:56 interfm Traffic Report ▽6:05 楽天GORA presents タケ小山のルールザワールド ▽6:30 川口技研 Presents スポーツのツボ ▽6:45 東京建物リゾート presents ゴルフライフ向上委員会 ▽7:15 FootJoy presents GOLF REVIEW ▽7:30 interfm Traffic Report ▽7:45 GDO presents コータローのやりたい放題 ！ ▽8:20 俺に言わせろ ▽8:55 The living path of Music - 金沢雅美 | 5:00 要のある音楽 [J] - 根本要（スターダストレビュー） |
| 5  | 5:00 Green Jacket - タケ小山（小山武明） ▽5:30 Tadd Omi 1min. Golf English ▽5:56 interfm Traffic Report ▽6:05 楽天GORA presents タケ小山のルールザワールド ▽6:30 川口技研 Presents スポーツのツボ ▽6:45 東京建物リゾート presents ゴルフライフ向上委員会 ▽7:15 FootJoy presents GOLF REVIEW ▽7:30 interfm Traffic Report ▽7:45 GDO presents コータローのやりたい放題 ！ ▽8:20 俺に言わせろ ▽8:55 The living path of Music - 金沢雅美 | 5:30 HotPicks Playlist |
| 5  | 5:00 Green Jacket - タケ小山（小山武明） ▽5:30 Tadd Omi 1min. Golf English ▽5:56 interfm Traffic Report ▽6:05 楽天GORA presents タケ小山のルールザワールド ▽6:30 川口技研 Presents スポーツのツボ ▽6:45 東京建物リゾート presents ゴルフライフ向上委員会 ▽7:15 FootJoy presents GOLF REVIEW ▽7:30 interfm Traffic Report ▽7:45 GDO presents コータローのやりたい放題 ！ ▽8:20 俺に言わせろ ▽8:55 The living path of Music - 金沢雅美 | 5:45 小倉・IMARUの◯◯玉手箱[O][J☆] - 小倉淳、IMALU |
| 6  | 5:00 Green Jacket - タケ小山（小山武明） ▽5:30 Tadd Omi 1min. Golf English ▽5:56 interfm Traffic Report ▽6:05 楽天GORA presents タケ小山のルールザワールド ▽6:30 川口技研 Presents スポーツのツボ ▽6:45 東京建物リゾート presents ゴルフライフ向上委員会 ▽7:15 FootJoy presents GOLF REVIEW ▽7:30 interfm Traffic Report ▽7:45 GDO presents コータローのやりたい放題 ！ ▽8:20 俺に言わせろ ▽8:55 The living path of Music - 金沢雅美 | 6:00 Early Birds Music - EYRIE |
| 6  | 5:00 Green Jacket - タケ小山（小山武明） ▽5:30 Tadd Omi 1min. Golf English ▽5:56 interfm Traffic Report ▽6:05 楽天GORA presents タケ小山のルールザワールド ▽6:30 川口技研 Presents スポーツのツボ ▽6:45 東京建物リゾート presents ゴルフライフ向上委員会 ▽7:15 FootJoy presents GOLF REVIEW ▽7:30 interfm Traffic Report ▽7:45 GDO presents コータローのやりたい放題 ！ ▽8:20 俺に言わせろ ▽8:55 The living path of Music - 金沢雅美 | 6:30 ⽥中慶⼦の LexiCurious - ⽥中慶⼦ |
| 6  | 5:00 Green Jacket - タケ小山（小山武明） ▽5:30 Tadd Omi 1min. Golf English ▽5:56 interfm Traffic Report ▽6:05 楽天GORA presents タケ小山のルールザワールド ▽6:30 川口技研 Presents スポーツのツボ ▽6:45 東京建物リゾート presents ゴルフライフ向上委員会 ▽7:15 FootJoy presents GOLF REVIEW ▽7:30 interfm Traffic Report ▽7:45 GDO presents コータローのやりたい放題 ！ ▽8:20 俺に言わせろ ▽8:55 The living path of Music - 金沢雅美 | 6:40 Next Gen Voice [J☆]- ⽇野茉⾐花、綾瀬桜紀 |
| 6  | 5:00 Green Jacket - タケ小山（小山武明） ▽5:30 Tadd Omi 1min. Golf English ▽5:56 interfm Traffic Report ▽6:05 楽天GORA presents タケ小山のルールザワールド ▽6:30 川口技研 Presents スポーツのツボ ▽6:45 東京建物リゾート presents ゴルフライフ向上委員会 ▽7:15 FootJoy presents GOLF REVIEW ▽7:30 interfm Traffic Report ▽7:45 GDO presents コータローのやりたい放題 ！ ▽8:20 俺に言わせろ ▽8:55 The living path of Music - 金沢雅美 | 6:45 旬! 旬! PICK UP |
| 7  | 5:00 Green Jacket - タケ小山（小山武明） ▽5:30 Tadd Omi 1min. Golf English ▽5:56 interfm Traffic Report ▽6:05 楽天GORA presents タケ小山のルールザワールド ▽6:30 川口技研 Presents スポーツのツボ ▽6:45 東京建物リゾート presents ゴルフライフ向上委員会 ▽7:15 FootJoy presents GOLF REVIEW ▽7:30 interfm Traffic Report ▽7:45 GDO presents コータローのやりたい放題 ！ ▽8:20 俺に言わせろ ▽8:55 The living path of Music - 金沢雅美 | 7:00 CLUB CEO [J☆] - 五十嵐 彰 ▽7:55 Buzz Seeker [O] |
| 8  | 5:00 Green Jacket - タケ小山（小山武明） ▽5:30 Tadd Omi 1min. Golf English ▽5:56 interfm Traffic Report ▽6:05 楽天GORA presents タケ小山のルールザワールド ▽6:30 川口技研 Presents スポーツのツボ ▽6:45 東京建物リゾート presents ゴルフライフ向上委員会 ▽7:15 FootJoy presents GOLF REVIEW ▽7:30 interfm Traffic Report ▽7:45 GDO presents コータローのやりたい放題 ！ ▽8:20 俺に言わせろ ▽8:55 The living path of Music - 金沢雅美 | 8:00 朝みみ ！Precious Family [J☆] - 松本ともこ （Kiss FM KOBEへ同時ネット） |
| 8  | 5:00 Green Jacket - タケ小山（小山武明） ▽5:30 Tadd Omi 1min. Golf English ▽5:56 interfm Traffic Report ▽6:05 楽天GORA presents タケ小山のルールザワールド ▽6:30 川口技研 Presents スポーツのツボ ▽6:45 東京建物リゾート presents ゴルフライフ向上委員会 ▽7:15 FootJoy presents GOLF REVIEW ▽7:30 interfm Traffic Report ▽7:45 GDO presents コータローのやりたい放題 ！ ▽8:20 俺に言わせろ ▽8:55 The living path of Music - 金沢雅美 | 8:40 SHUN！SHUN！PICK UP |
| 8  | 5:00 Green Jacket - タケ小山（小山武明） ▽5:30 Tadd Omi 1min. Golf English ▽5:56 interfm Traffic Report ▽6:05 楽天GORA presents タケ小山のルールザワールド ▽6:30 川口技研 Presents スポーツのツボ ▽6:45 東京建物リゾート presents ゴルフライフ向上委員会 ▽7:15 FootJoy presents GOLF REVIEW ▽7:30 interfm Traffic Report ▽7:45 GDO presents コータローのやりたい放題 ！ ▽8:20 俺に言わせろ ▽8:55 The living path of Music - 金沢雅美 | 8:55 The living path of Music - 金沢雅美 |
| 9  | 9:00 HotPicks Playlist | 9:00 武田良太 Try Again[J☆] - 武田良太、尾崎里紗 |
| 9  | 9:30 野菜をMOTTO presents スープのじかん。 - 菊池亜希⼦ | 9:30 Investorʼs Sunday [J☆] - ⻄⽥真澄、江連裕⼦ |
| 9  | 9:30 野菜をMOTTO presents スープのじかん。 - 菊池亜希⼦ | 9:54 “絆” のコミュニティ [J☆] |
| 10 | 10:00 iHeart Hawaii - 南美布、Lanai Tabura ▽10:55 Voyage - 辻しのぶ | 10:00 OCEAN BLINDNESS 〜私たちは海を知らない？〜 [J☆] - 海野光行、 高橋万里恵 ▽10:40 旬!旬!ピックアップ ▽10:55 Voyage - 辻しのぶ |
| 11 | 11:00 World Pop Radio - Chris Thomas ▽11:55 interfm Headline News[J] | 11:00 Lazy Sunday - George Cockle、渡辺麻耶 ▽12:56 interfm Traffic Report ▽13:05 Future Design ▽14:15 interfm Traffic Report ▽14:17 GOLD Request |
| 12 | 12:00 ASIA POP 40 [O] - Joey Chou 12:55 Hotpicks Playlist ▽13:55 Voyage - 辻しのぶ | 11:00 Lazy Sunday - George Cockle、渡辺麻耶 ▽12:56 interfm Traffic Report ▽13:05 Future Design ▽14:15 interfm Traffic Report ▽14:17 GOLD Request |
| 13 | 12:00 ASIA POP 40 [O] - Joey Chou 12:55 Hotpicks Playlist ▽13:55 Voyage - 辻しのぶ | 11:00 Lazy Sunday - George Cockle、渡辺麻耶 ▽12:56 interfm Traffic Report ▽13:05 Future Design ▽14:15 interfm Traffic Report ▽14:17 GOLD Request |
| 14 | 14:00 表参道Ao presents Oshare Life - Shaula | 11:00 Lazy Sunday - George Cockle、渡辺麻耶 ▽12:56 interfm Traffic Report ▽13:05 Future Design ▽14:15 interfm Traffic Report ▽14:17 GOLD Request |
| 14 | 14:30 HotPicks Playlist 14:44 今旬!いいもの百貨店 | 11:00 Lazy Sunday - George Cockle、渡辺麻耶 ▽12:56 interfm Traffic Report ▽13:05 Future Design ▽14:15 interfm Traffic Report ▽14:17 GOLD Request |
| 15 | 15:00 RADIO DISCO - DJ OSSHY、亀井佐代子 ▽16:27 interfm Traffic Report ▽16:43 - 16:58 HANAE JAPAN presents Flower's YELL - 藤川靖彦 ▽17:40 Voyage - 辻しのぶ ▽17:45 BUY NOW | 15:00 坂崎さんの番組という番組 [J] - 坂崎幸之助（THE ALFEE） ▽15:55 Voyage - 辻しのぶ |
| 16 | 15:00 RADIO DISCO - DJ OSSHY、亀井佐代子 ▽16:27 interfm Traffic Report ▽16:43 - 16:58 HANAE JAPAN presents Flower's YELL - 藤川靖彦 ▽17:40 Voyage - 辻しのぶ ▽17:45 BUY NOW | 16:00 SUNDAY FINISHING LINE - タケ小山 ▽16:12 interfm Traffic Report ▽16:16 デサント presents Cheering Voice ▽16:32 interfm Traffic Repor ▽17:02 Inside Column ▽ 17:21 タケ小山Sports Talking Troop～タケ小山のスポーツ語り隊～ ▽17:55 The living path of Music - 金沢雅美 |
| 17 | 15:00 RADIO DISCO - DJ OSSHY、亀井佐代子 ▽16:27 interfm Traffic Report ▽16:43 - 16:58 HANAE JAPAN presents Flower's YELL - 藤川靖彦 ▽17:40 Voyage - 辻しのぶ ▽17:45 BUY NOW | 16:00 SUNDAY FINISHING LINE - タケ小山 ▽16:12 interfm Traffic Report ▽16:16 デサント presents Cheering Voice ▽16:32 interfm Traffic Repor ▽17:02 Inside Column ▽ 17:21 タケ小山Sports Talking Troop～タケ小山のスポーツ語り隊～ ▽17:55 The living path of Music - 金沢雅美 |
| 18 | 18:00 AI Not So Different [J] - AI | 18:00 Barakan Beat - Peter Barakan |
| 18 | 18:30 Hotpicks Playlist | 18:00 Barakan Beat - Peter Barakan |
| 19 | 19:00 Love On Music - 佐藤タイジ、ジョー横溝 | 18:00 Barakan Beat - Peter Barakan |
| 20 | 20:00 beatDAYZ - KATOMAN、Masafumi Watanabe | 20:00 LIFE LABEL・Dolive presents What`s New FUN? [O] - 林哲平 |
| 20 | 20:00 beatDAYZ - KATOMAN、Masafumi Watanabe | 20:30 ビジプロ business professional - 三戸政和 |
| 21 | 21:00 有安杏果 ツキトキオク - 有安杏果 | 21:00 お店ラジオ2 supported by スマレジ [J☆] - 三戸政和、山本博士 （FM大阪へネット） |
| 21 | 21:30 HotPicks Playlist ▽21:55 The living path of Music - 金沢雅美 | 21:30 荒井商事 presents World Music Cruise - 関谷元子 |
| 22 | 22:00 ES-TRUSの「PICK ME UP!」 - ES-TRUS | 22:00 隔週番組 |
| 22 | 22:30 水咲加奈 immersive radio - 水咲加奈 | 22:00 隔週番組 |
| 23 | 23:00 島津真太郎の週末ゲームキャンプ [J☆] - 島津真太郎、久保田未夢 | 23:00 5 Years Radio - マスヤマコム、内田まほろ |
| 23 | 23:30 ジョイミューラジオ! [J☆] - 保本真吾、zopp | 23:30 Hello, Dear my friends - Furui Riho |
| 0  | 0:00 アントニーのALL-IN - アントニー | 0:00 HERE COMES THE MOON - 藤原さくら |
| 0  | 0:00 上坂すみれの土曜闇鍋劇場 [J☆] - 上坂すみれ | 0:00 HERE COMES THE MOON - 藤原さくら |
| 1  | 1:00 HotPicks Playlist | 1:00 Daisy Holiday! - 細野晴臣 |
| 1  | 1:00 HotPicks Playlist | 1:30 Technical Maintenance |
| 2  | 2:00 Good VibeSOUP [J] - 週替わり | |
| 2  | 2:30 MIOCHINのラジオノセカイ - MIOCHIN | |
| 3  | 3:00 燈の守り人ー幻想夜話ー [J☆] | |
| 3  | 3:30 HotPicks Playlist | |
| 4  | 4:00 RADIO NME JAPAN 〜NEW MUSICAL EXPRESS JAPAN〜[J] - 古川琢也 | |